# Język selaru
Język selaru (a. salaru) – język austronezyjski używany w prowincji Moluki w Indonezji, w grupie wysp Tanimbar. Według danych z 2001 roku posługuje się nim 8 tys. osób.
Jest używany w sześciu wsiach na wyspie Selaru, we wsi Latdalam na wyspie Yamdena oraz we wsi Lingada na wyspie Nuswotar. Wykazuje drobne różnice dialektalne. Nie jest blisko spokrewniony z innymi językami. Jego użytkownicy posługują się również językiem indonezyjskim.
Sporządzono opis jego gramatyki (1990). Jest zapisywany alfabetem łacińskim.